# 184508 Courroux
184508 Courroux este un asteroid din centura principală de asteroizi.

## Descriere
184508 Courroux este un asteroid din centura principală de asteroizi. A fost descoperit pe 10 august 2005 la Vicques de Michel Ory. Asteroidul prezintă o orbită caracterizată de o semiaxă mare de 2,80 ua, o excentricitate de 0,15 și o înclinație de 10,7° în raport cu ecliptica.